# 菊池真弓 (タレント)
菊池 真弓（きくち まゆみ、1984年6月12日 - ）は、日本のタレント・女優。
北海道出身。エーライツ所属。血液型はA型。

## 人物
- 家族は配管工の父[1]と専業主婦の母、姉2人と弟1人[2]。
- 趣味は映画鑑賞、読書、散歩。
- 特技はバレーボール、バスケットボール。

## 出演作品

### 映画
- 未来予想図 〜ア・イ・シ・テ・ルのサイン〜（2007年）
- 魁!!男塾（2008年）
- Inju（2008年）

### 舞台
- LETTER シアターグリーン（2007年）
- Dream〜sunflower〜（2008年）

### CM
web
- au 日立携帯（2007年）
- リクルート「ケイコとマナブ」（2007年）
- リクルート「タウンワーク紙」（2007年）

カタログ
- 花王「ソフィーナ」（2007年）

スチール
- オルビス（2007年）

### PV
- ナナムジカ × のだめオーケストラ「SORA」（2007年）

### VP
- DNP 大日本印刷130周年記念